# 六甲駅
六甲駅（ろっこうえき）は、兵庫県神戸市灘区宮山町三丁目にある、阪急電鉄神戸本線の駅である。駅番号はHK-13。
準特急以下の種別の列車が停車する。

## 歴史
- 1920年（大正9年）7月16日：阪神急行電鉄（当時の社名）神戸線開通と同時に開業[3]。
- 1968年（昭和43年）4月7日：神戸高速鉄道の開通に伴い、当駅まで山陽電気鉄道（山陽）の列車が乗り入れるようになる[3]。これに合わせ、ホームを島式2面4線から相対式2面4線に変更[2]。
- 1984年（昭和59年）5月5日：駅構内で山陽の回送列車と阪急車両の衝突事故が発生[2][4]。詳細は阪急神戸線六甲駅列車衝突事故を参照[注 1]。
- 1987年（昭和62年）12月13日：快速急行の停車駅となる。
- 1995年（平成7年）
  - 1月17日：阪神・淡路大震災により被災。営業休止となる。
  - 2月13日：御影駅 - 王子公園駅間が復旧[3]。同区間で普通列車の折り返し運転を開始。
  - 3月13日：王子公園駅 - 三宮駅間が復旧[3]。御影駅 - 三宮駅間で普通列車の折り返し運転を開始。
  - 6月1日：岡本駅 - 御影間が復旧[3]。夙川駅 - 神戸高速鉄道新開地駅間で普通列車の折り返し運転を開始。
  - 6月12日：西宮北口駅 - 夙川間が復旧し、全線開通[3]。
- 1998年（平成10年）2月15日：当駅まで乗り入れていた山陽との相互直通運転を廃止。
- 1999年（平成11年）
  - 9月30日：2階の有人改札口を閉鎖。
  - 10月18日：橋上化工事に伴い、上下線構内連絡通路閉鎖。
- 2000年（平成12年）4月9日：橋上駅舎の使用を開始[2]。
- 2013年（平成25年）12月21日：駅番号導入[5][6]。
- 2020年（令和2年）11月23日：駅東側の高羽踏切で軽ワゴン車と列車が衝突し、脱線[7][8]。現場付近の信号機が破損。夙川駅 - 新開地駅間の上下線で運転見合わせ[7]。翌24日午前9時20分頃に運転を再開[9][10]。

## 駅構造
地上駅だが、駅舎は2000年（平成12年）に橋上化されている。
開業当初のホームは島式2面4線であったが、山陽電鉄本線との直通運転と神戸本線の8両編成運転に備え、1968年（昭和43年）までに待避線2線の外側に相対式2面2線を配し、主本線を通過線とした新幹線（主要駅）型の構造に改良された。阪急線内でこのような構造のホームを有するのは当駅のみである。
山陽電鉄から乗り入れる列車は1998年2月まで設定され、当駅を起終点としていた。到着後は隣の御影駅の西側にある引き上げ線まで回送して折り返していた。
かつて普通の多くは当駅で特急の通過待ちを行っていたが、1995年に岡本駅が特急と快速急行の停車駅となり、それ以降は当駅での通過待ち設定が消滅した（平日ダイヤの昼間のみ実施）。
トイレは4号線ホームにある。

### のりば
| 号線 | 路線      | 方向 | 行先                               |
| ---- | --------- | ---- | ---------------------------------- |
| 1    | ■神戸本線 | 下り | 神戸三宮・新開地・山陽電鉄線方面   |
| 4    | ■神戸本線 | 上り | 大阪梅田・西宮北口・京都・宝塚方面 |

付記事項
- 2・3号線は通過線で、ホームはない。この通過線が主本線であるため、停車列車が使用する1号線と4号線は副本線である。
- 1号線の大阪梅田方にも出発信号機が設置されており、1号線から大阪梅田方面への逆線出発も可能である。

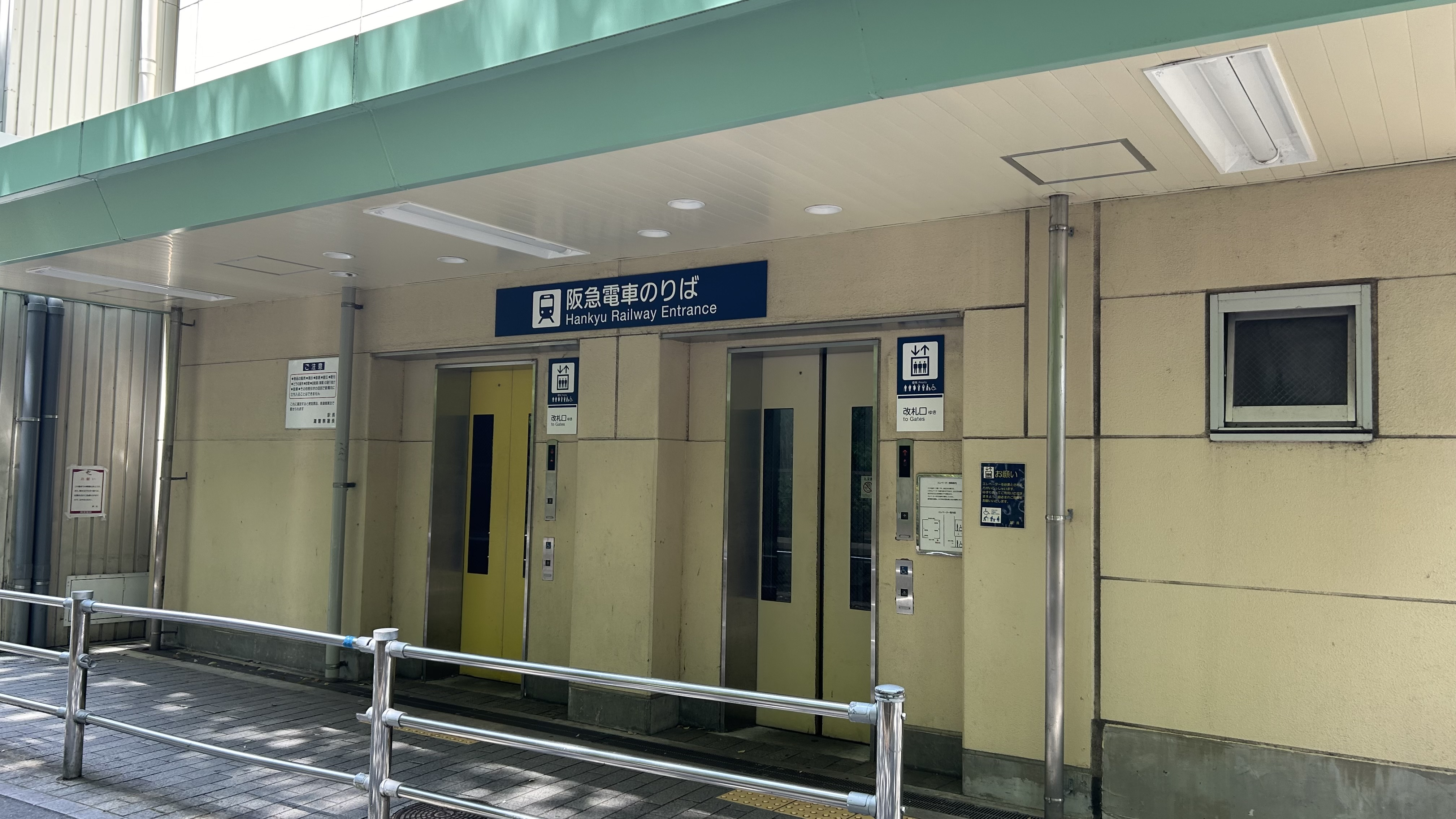
南口
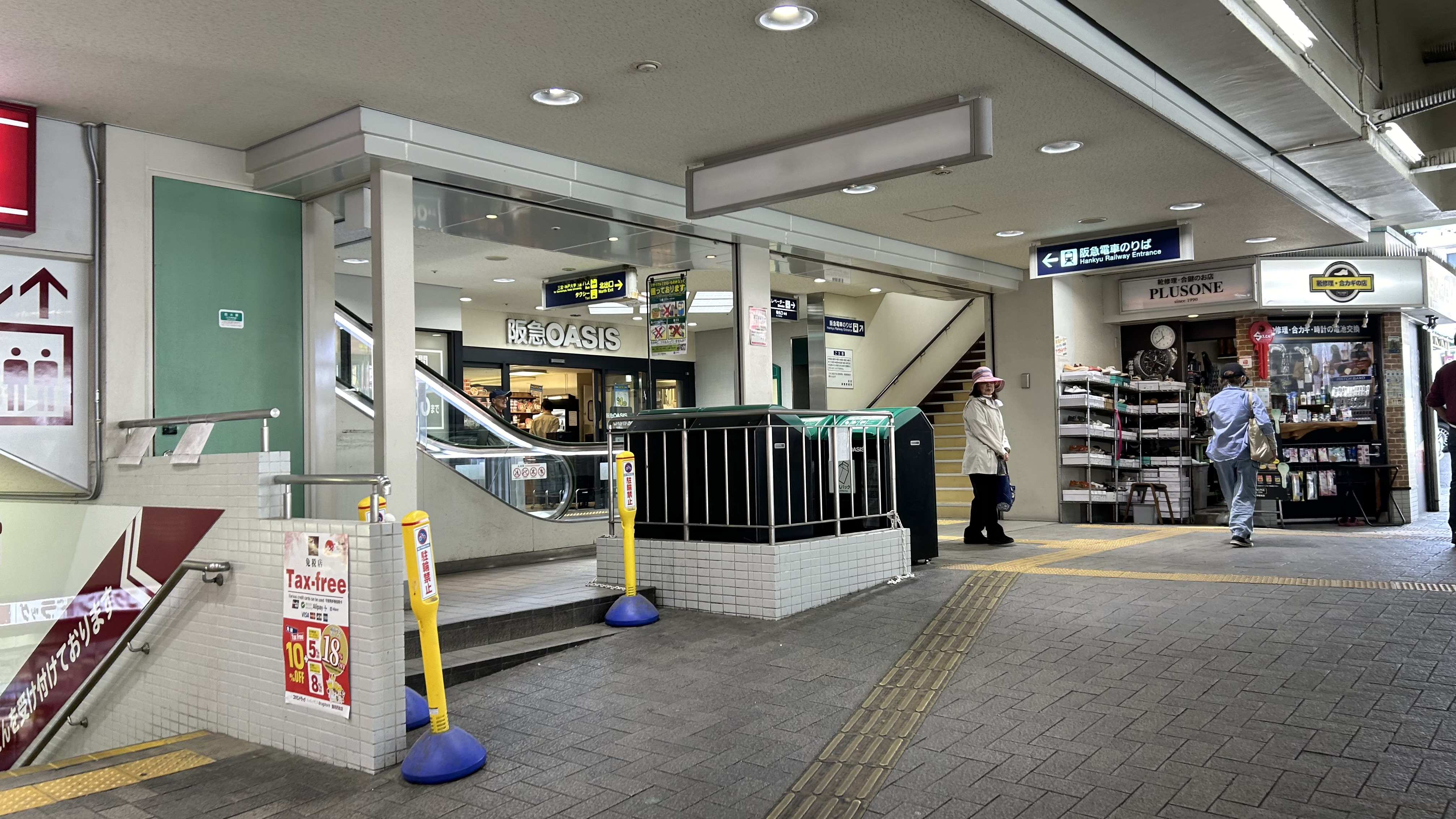
北口
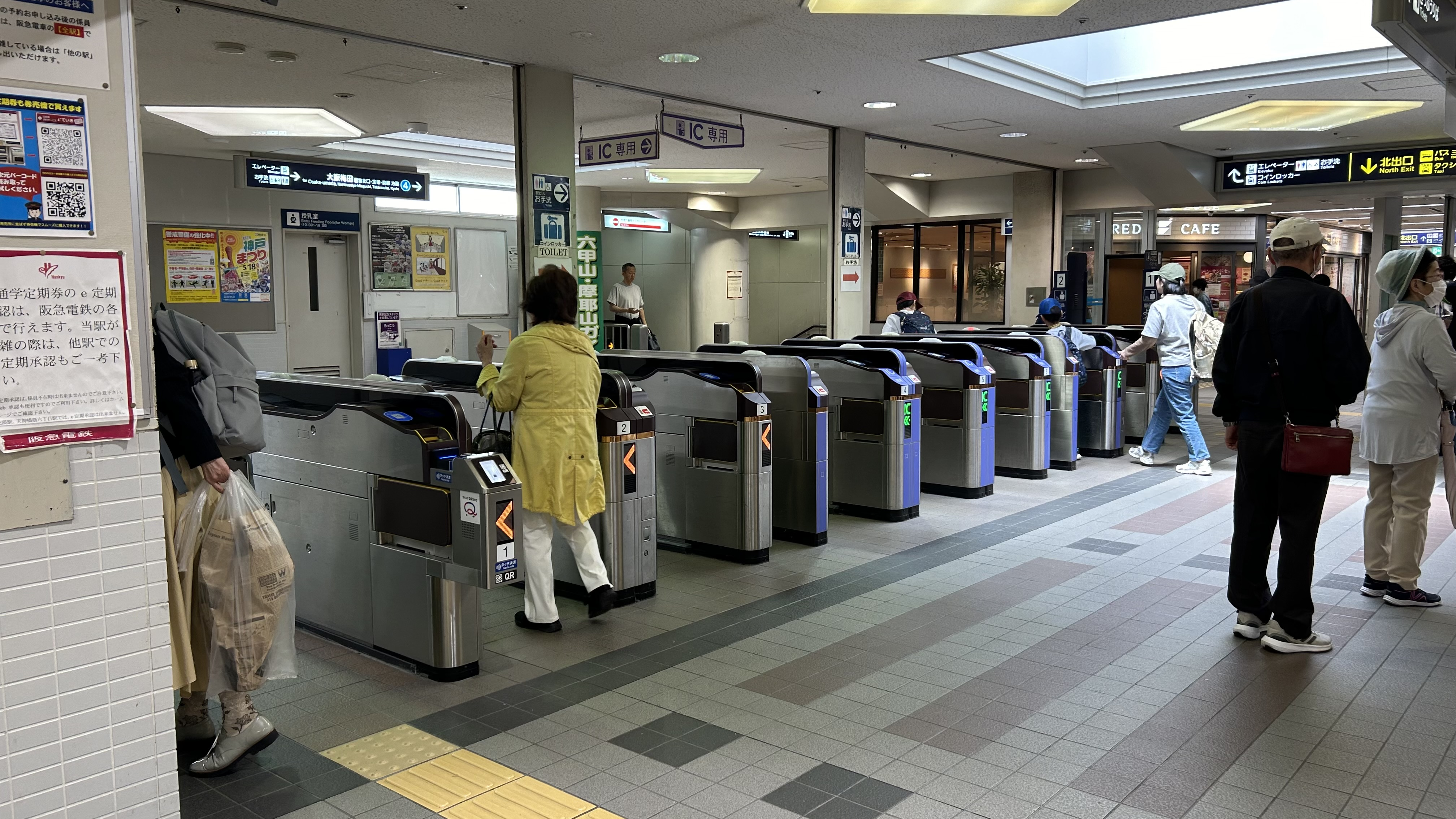
改札口
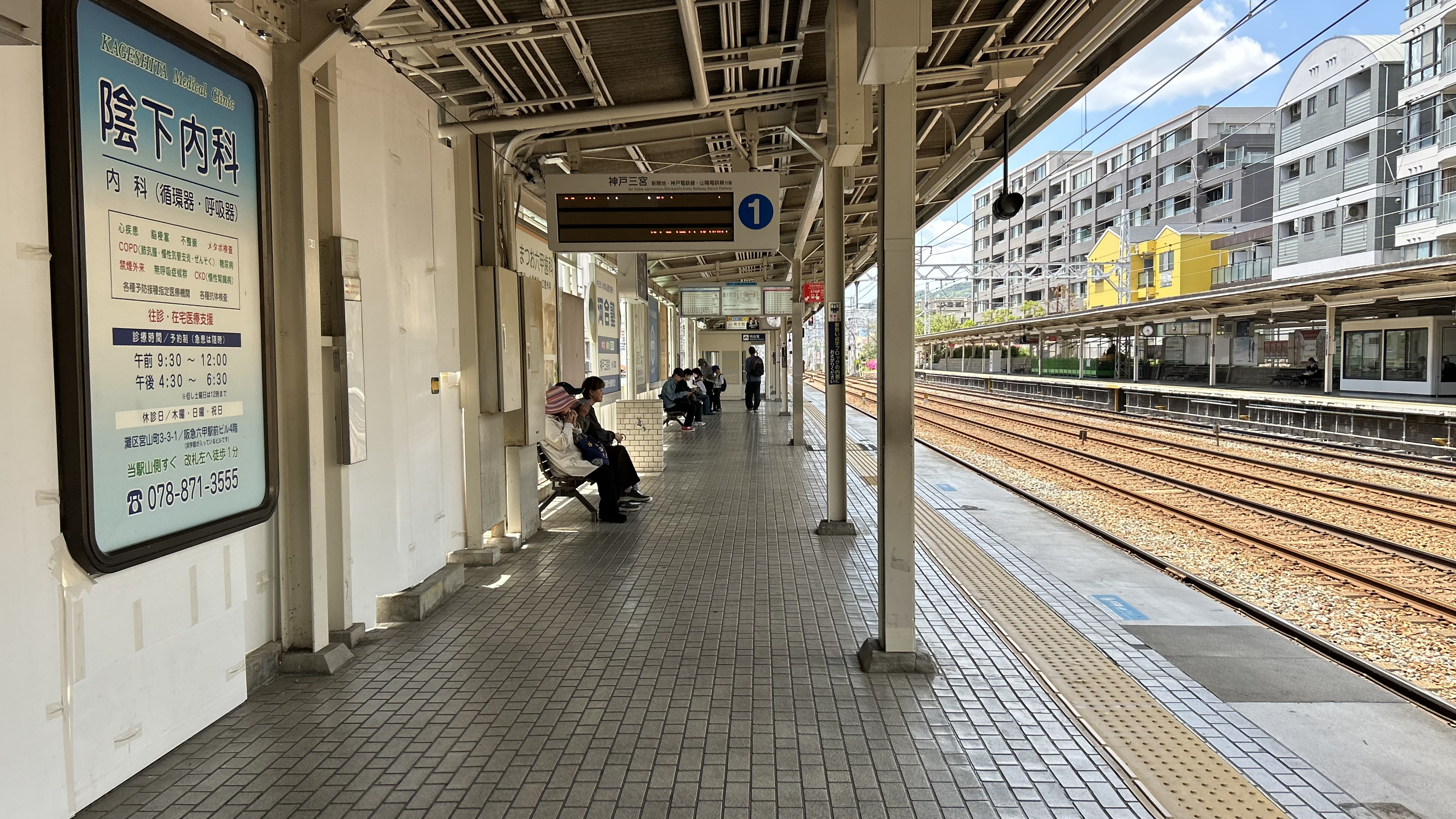
1号線ホーム
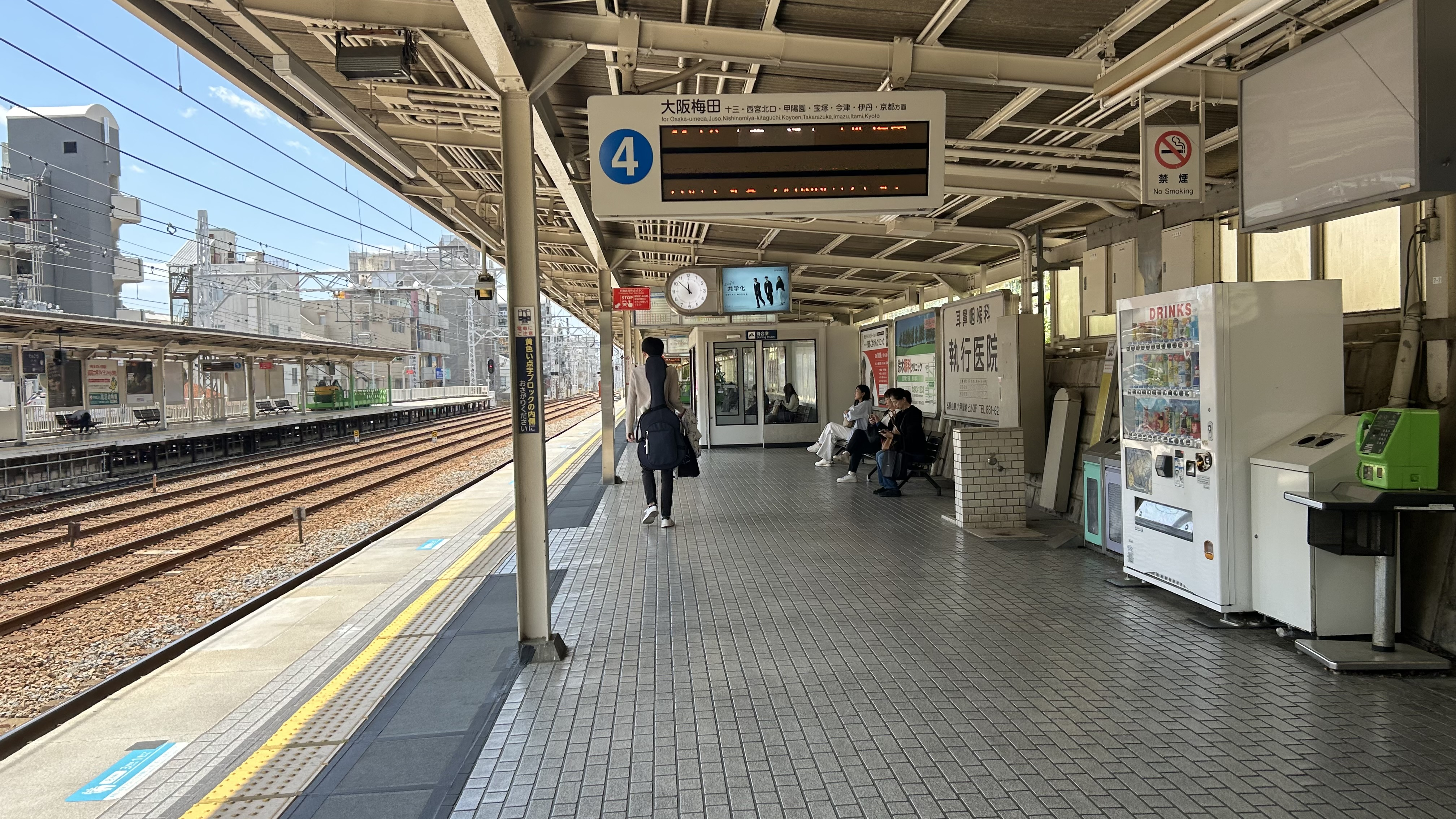
4号線ホーム
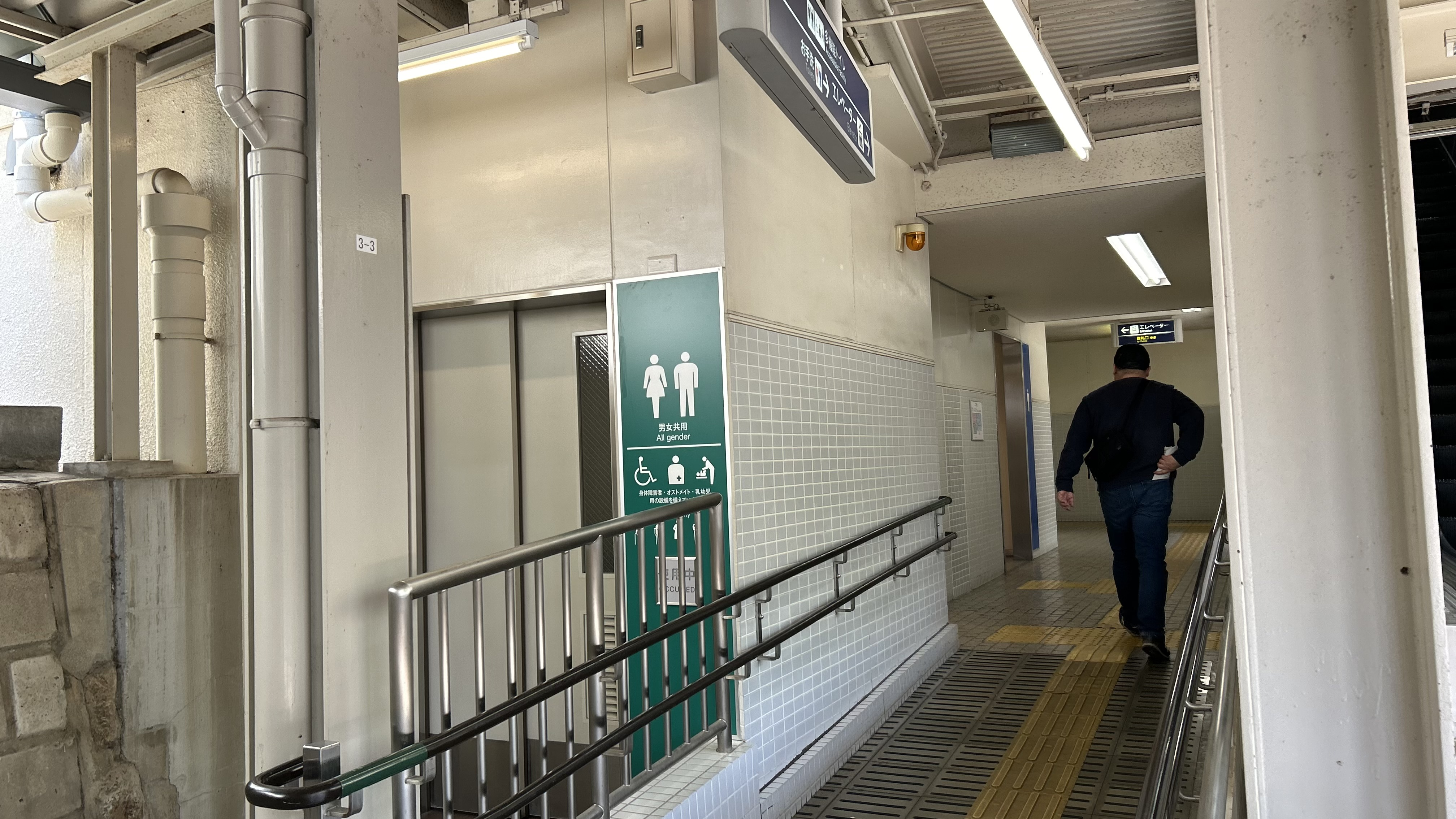
トイレ
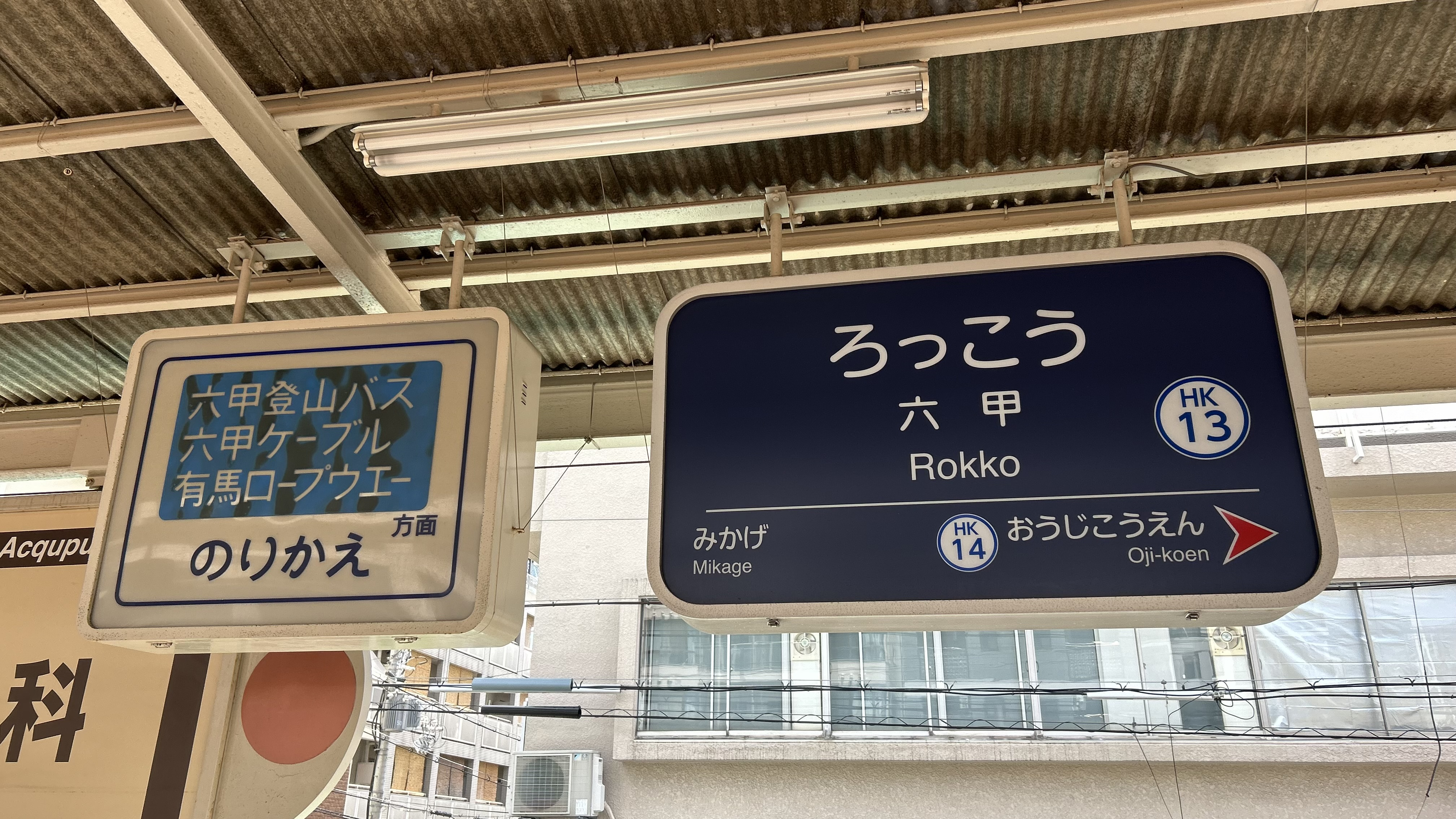
駅名標

## 利用状況
2023年（令和5年）の通年平均乗降人員は25,879人であり、阪急電鉄の駅では園田駅に次いで第24位。

### 年次別利用状況
各年次の乗降人員の推移は下表の通り。なお2016年次のみ、乗車人員・降車人員も判明している。
| 年次               | 乗降人員 | 増減率 | 順位 | 出典       |
| ------------------ | -------- | ------ | ---- | ---------- |
| 2016年（平成28年） | 29,566   |        | 24位 | [ 阪急 1 ] |
| 2017年（平成29年） | 29,516   | -0.2%  | 24位 | [ 阪急 2 ] |
| 2018年（平成30年） | 29,233   | -1.0%  | 24位 | [ 阪急 3 ] |
| 2019年（令和元年） | 29,523   | 1.0%   | 24位 | [ 阪急 4 ] |
| 2020年（令和02年） | 20,370   | -31.0% | 27位 | [ 阪急 5 ] |
| 2021年（令和03年） | 21,932   | 7.7%   | 26位 | [ 阪急 6 ] |
| 2022年（令和04年） | 24,672   | 12.5%  | 24位 | [ 阪急 7 ] |
| 2023年（令和05年） | 25,879   | 4.9%   | 24位 |            |

#### 平日限定データ
2007年から2015年までのデータは平日限定となっていた。全ての年度で乗車人員・降車人員ともに判明している。
| 年次               | 乗車人員 | 降車人員 | 乗降人員 | 増減率 | 順位 | 出典        |
| ------------------ | -------- | -------- | -------- | ------ | ---- | ----------- |
| 2007年（平成19年） | 16,550   | 17,177   | 33,727   |        | 26位 | [ 阪急 8 ]  |
| 2008年（平成20年） | 16,776   | 17,415   | 34,191   | 1.4%   | 25位 | [ 阪急 9 ]  |
| 2009年（平成21年） | 16,478   | 17,072   | 33,550   | -1.9%  | 25位 | [ 阪急 10 ] |
| 2010年（平成22年） | 16,714   | 17,263   | 33,977   | 1.3%   | 25位 | [ 阪急 11 ] |
| 2011年（平成23年） | 16,791   | 17,278   | 34,069   | 0.3%   | 24位 | [ 阪急 12 ] |
| 2012年（平成24年） | 16,866   | 17,315   | 34,181   | 0.3%   | 24位 | [ 阪急 13 ] |
| 2013年（平成25年） | 16,871   | 17,311   | 34,182   | 0.0%   | 25位 | [ 阪急 14 ] |
| 2014年（平成26年） | 16,899   | 17,307   | 34,206   | 0.1%   | 24位 | [ 阪急 15 ] |
| 2015年（平成27年） | 16,907   | 17,225   | 34,132   | -0.2%  | 24位 | [ 阪急 16 ] |

## 駅周辺
六甲山への南側の玄関口で、山上へはバスに乗り換える。六甲ケーブルへはこのバスで連絡している。JR神戸線の六甲道駅は当駅から南へ700メートル（徒歩で約9分）にある。なお、当駅は神戸大学や神戸松蔭大学や六甲学院中学校・高等学校や親和中学校・親和女子高等学校などの最寄り駅でもあるため、ラッシュ時を中心に学生の利用が多い。
- ローソンHA 阪急六甲店（駅舎内）
- タクシー乗り場（駅舎内北側 阪急タクシー専用・駅北側六甲駅前ビル前）
- 六甲八幡神社
- 兵庫縣神戸護國神社
- 高羽丹生神社
- 六甲地域福祉センター
- 神戸大学[2]
  - 山口誓子記念館
- 神戸松蔭大学[2]
- 六甲学院中学校・高等学校
- 神戸市立長峰中学校
- 神戸市立六甲小学校
- 六甲幼稚園
- 親和女子中学校・高等学校
- 神戸海星病院（阪急バス乗り場より送迎バスあり）
- 六甲病院
- 神戸篠原郵便局
- 神戸高羽郵便局
- 神戸将軍郵便局
- 池田泉州銀行六甲支店（旧：池田銀行店）
- 三井住友銀行六甲支店・御影支店・六甲アイランド支店（旧：さくら銀行店）  - ※2024年3月18日より、御影支店が、9月17日より、六甲アイランド支店が移転し共同店舗となった。
- 阪急オアシス六甲店
- いかり 六甲店
- 神港教会
- カトリック六甲教会
- 兵庫県道95号灘三田線
- 神戸市道神戸六甲線

## バス路線
神戸市道神戸六甲線沿いに「阪急六甲」停留所があり、神戸市バスの路線が乗り入れる。
- 神戸市バス[12]
  - 2系統：JR六甲道 行 / 三宮神社・三宮センター街東口行
  - 16系統：阪神御影 行 / 六甲ケーブル下 行
  - 18系統：JR六甲道 行 / 三宮（三宮バスターミナル） 行
  - 26系統：JR六甲道 行 / 六甲ケーブル下 行
  - 32系統：JR六甲道 行 / 御影山手 行
  - 36系統：阪神御影 行 / 鶴甲団地 行
  - 106系統：JR六甲道 行 / 六甲ケーブル下行

18系統JR六甲道行きのうち1本のみ共同運行している神姫バスが担当
かつては阪急バスの路線（六甲山方面）も乗り入れていたが、2023年3月19日をもってすべて廃止となった。

## 登場する作品
- 黒い海峡 - 1964年、日活製作。監督江崎実生、主演石原裕次郎[14]。

槙明夫（石原裕次郎）が、三宮駅（当時）から阪急電車に乗って逃げる大貫哲次（中谷一郎）を同じ電車で追跡し、六甲駅であと一歩まで追い詰めるも、大貫が一度ホームに降りて扉が閉まる直前に再び同じ電車に飛び乗ってしまったため槙は取り逃がしてしまう、というシーンで登場。なお、映画で登場するのは現在の相対式2面4線ホームではなく、改良前の島式2面4線時代のものである。また、大貫が乗ってそのまま逃げたのは当時としては最新型の2000系（中間車2018が映っている）であったが、槙が見送った車両は800系（855）であった。また、ホームに入線するシーンでは同じく800系（805）が映し出されている。

## その他
- 神戸電鉄有馬線にも「六甲」の名を冠する神鉄六甲駅が北区にあるが、六甲山をはさんで7キロメートル以上離れている。神鉄駅へは、鉄道では新開地駅経由で約56分、神戸三宮駅・三宮駅乗換神戸市営地下鉄経由（谷上駅でも乗換）で約41分ほどかかる。
- また、近隣のJR六甲道駅と区別するため「阪急六甲駅」とも呼ばれる。また山陽からの乗り入れ列車は、阪神本線方面の列車との区別を明確にする意味で、当駅発着列車の方向幕表記を「阪急六甲」としていた。
- 登山シーズンには、六甲ケーブルを利用して六甲山上へ向かうため、神戸市バスに乗り換える乗客が多い。しかし、神戸大学生が多く乗車する朝の時間帯を中心に、二つ手前の六甲道駅で満員になることもあり、バスの便数の不足に対して不満の声も上がっている。行楽客が見込まれる土曜・日曜などに阪急六甲駅や六甲道駅を始発とする臨時バスが出ることがあるが、行楽期によく臨時ダイヤを設定する六甲ケーブルとは対照的に、続行便を出すなどの対応が不十分と感じる人からダイヤの改良を求める声もある[15]。

## 隣の駅
阪急電鉄
■神戸本線
■特急・■通勤特急
通過
■準特急
岡本駅 (HK-11) - 六甲駅 (HK-13) - 神戸三宮駅 (HK-16)
■急行・■快速・■普通
御影駅 (HK-12) - 六甲駅 (HK-13) - 王子公園駅 (HK-14)

### 記事本文